# Портативний аудіоплеєр

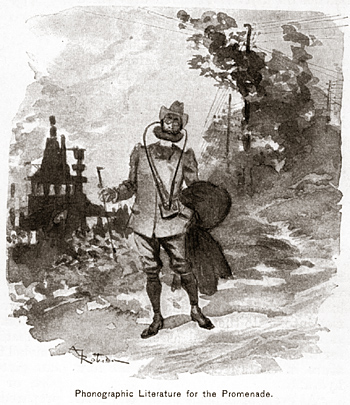
Персональний монофонічний пристрій як наукова фантастика (Альберт Робіда, 1894)

Портативний аудіоплеєр — це персональний мобільний (переносний) пристрій, який дозволяє користувачеві прослуховувати аудіозаписи з різних носіїв. Іноді розрізняють портативний плеєр (або компактний магнітофон), що працює від батарейок та має один або кілька невеликих динаміків, та персональний плеєр (або просто плеєр), який відтворю звук через навушники.

## Історія
До появи магнітного аудіозапису, найменшими переносними пристроями для відтворення аудіозаписів були грамофони для вінілових платівок.
Портативні переносні котушкові магнітофони з'явилися у 1950-х, і були дуже дорогими.
У середині 1960-х, компанія Phillips створила портативний касетний диктофон на батарейках. У той же час з'явився програвач картриджів 8-трекових плівок Stereo 8, який використовувався в автомобільних магнітолах.
Після появи компакт-касет, значно зросли продажі комерційних аудіоальбомів і вони стали більш доступними для широкого загалу. Касетні магнітофони, у тому числі з функцією запису і перезапису (дублювання) касет, почали випускати значно менших розмірів за котушкові магнітофони і набагато дешевшими. З'явилися міні-магнітофони (магнітоли).

## Персональне стерео

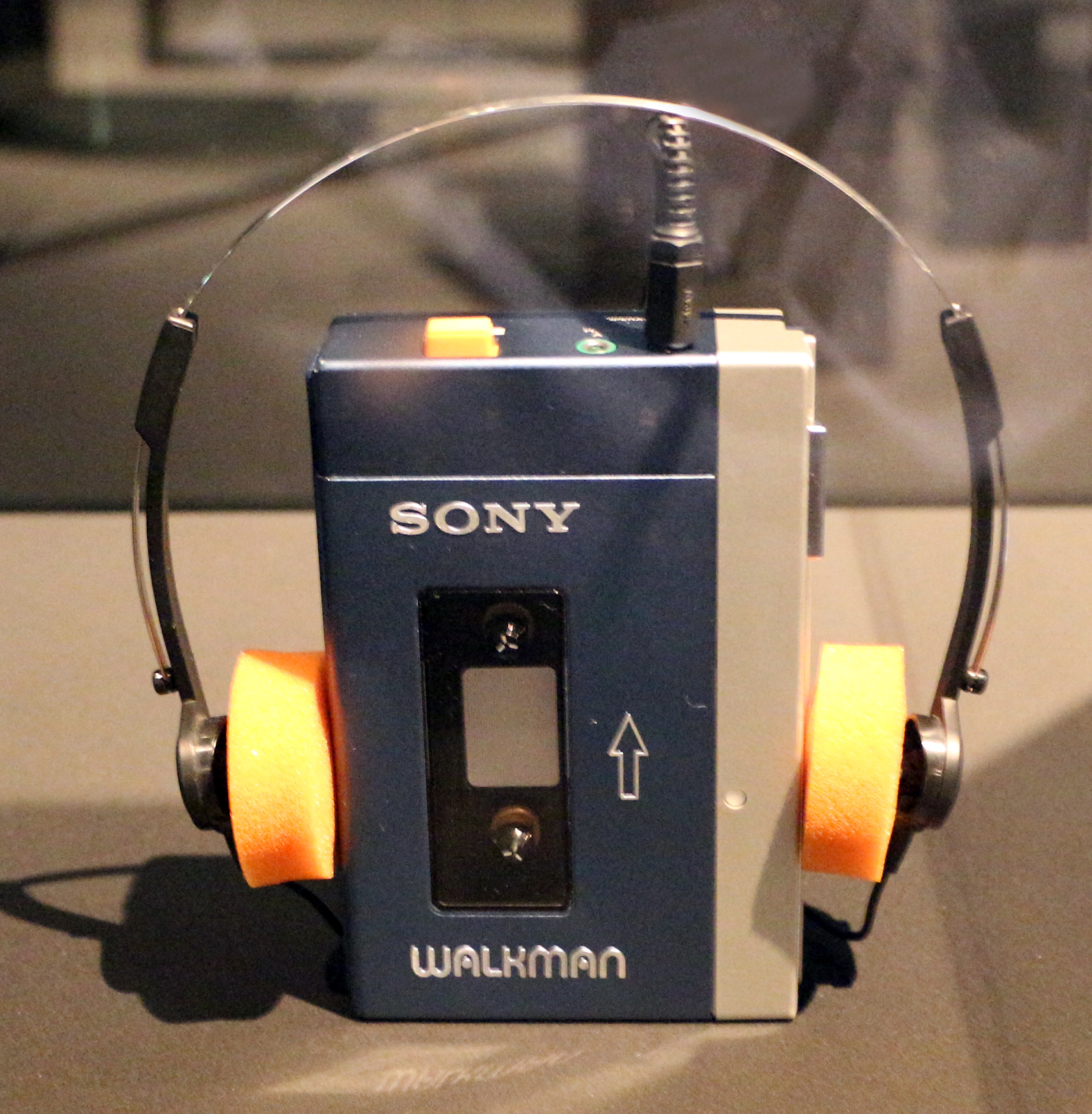
Sony Walkman TPS-L2 зі 3,5mm-стереонавушниками (1979)

У 1978, з'явився портативний диктофон для компакт-касет Siemens 601, який мав монофонічні навушники і не був доступним для широкого загалу.
Перший портативний аудіоплеєр доступний для широкого загалу Sony Walkman TPS-L2, оснащений стереофонічними навушниками, був представлений компанією Sony у 1979. Пристрій не мав функції запису і був призначений для програвання комерційних аудіокасет або касети записаних власноруч (на звичайних касетних магнітофонах).
Пізніше, окрім Sony, подібні до Walkman і модернізовані персональні стерео почали випускати й інші відомі компанії (Aiwa, Panasonic, Siemens, Sanyo, Toshiba, Samsung, Casio, Nokia, UNISEF, тощо) часто вживаючи термін "Walkman" у назвах своїх моделей.

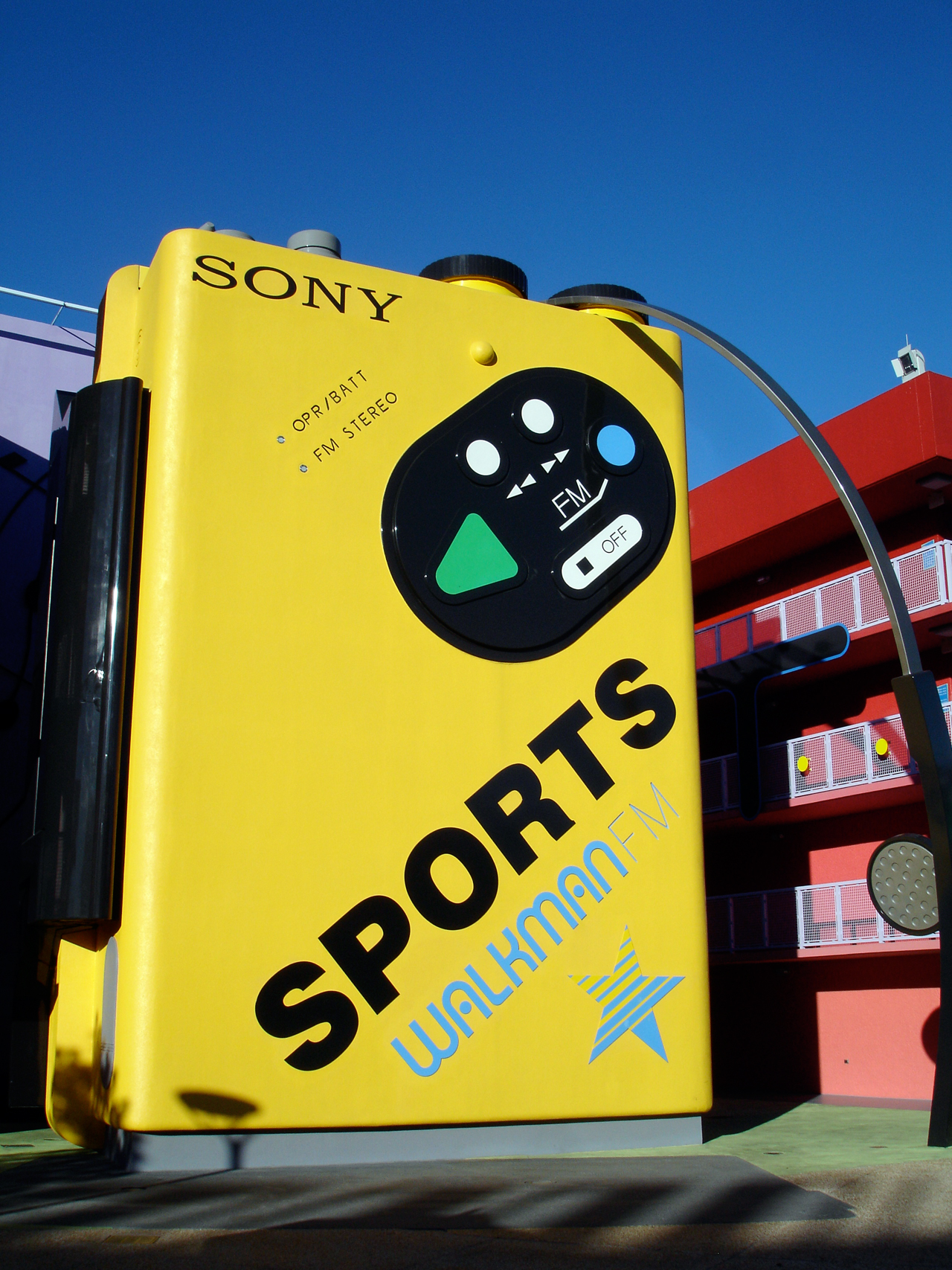
Макет Sony Sports Walkman WM-F5 у парку Disney's Pop Century Resort

У деяких моделях є додатковий захист від вологи і пилу, еквалайзери, вбудований радіоприймач FM/AM/TV/WR (Weatherradio) частот з ручним або цифровим тюнером, функція запису радіопередач, функція запис звуку зі вбудованого чи під'єднуваного мікрофона, що дозволяє використовувати пристрій у якості диктофону.
Sony припинила випуск персональних стерео після 2004, сфокусувавшись на випуску програвачів дисків і медіаплеєрів.
В Україні, портативні стерео виготовлялися державними радіозаводами у різних містах (Амфітон П-401С, Амфітон П-402С/Карпати П-402С, Весна П-401С, Весна П-404С, Весна НТ-Р91-стерео, Діана Стерео, Діана П-406С, Романтика 6601С/6603С, Романтика Спорт/Romantika Sports).
Станом на 2025, дрібносерійне виробництво сучасних касетних плеєрів продовжується в Японії, Китаї, та інших країнах. У сучасні моделі додають функції Bluetooth, Wi-Fi, та інші функції медіаплеєрів (цифрових аудіоплеєрів).

### Walkman у культурі
У 1989, до 10-річчя Walkman, у Відні (Австрія) було встановлено бронзовий монумент у вигляді Sony Walkman WM-DD3 Quartz з торця якого вибігає чоловік у навушниках (скульптор: Duane Hanson / ливарня: Lenhardt Metallbau und Dachdecker GmbH). Монумент був зафільмований каналом BBC у стрічці «Design Classics, The Sony Walkman» (1990), але через кілька років цей монумент зник.
У 2019, до 40-річчя Walkman, Sony встановила 3-метровий макет Sony Sports Walkman WM-F5 на вході до ювілейної виставки у Токіо. У парку Disney's Pop Century Resort в Орландо (США) встановлено макет Walkman WM-F5 висотою у 4-поверховий будинок.
У 2024, до 45-річчя Walkman, у Лос-Анжелесі (США) виставлявся макет Sony Sports Walkman WM-F45 висотою 10-футів.

## Програвач дисків
Аудіоплеєр (CD-плеєр) для відтворення записів із комерційних компакт-дисків Audio CD, та файлів з CD-R та CDRW у різних форматах (WAV, MP3, тощо).
Sony випускала серію CD Walkman (початково Diskman).
В Україні, портативні CD-плеєри виготовляла компанія Saturn.

## Медіаплеєр

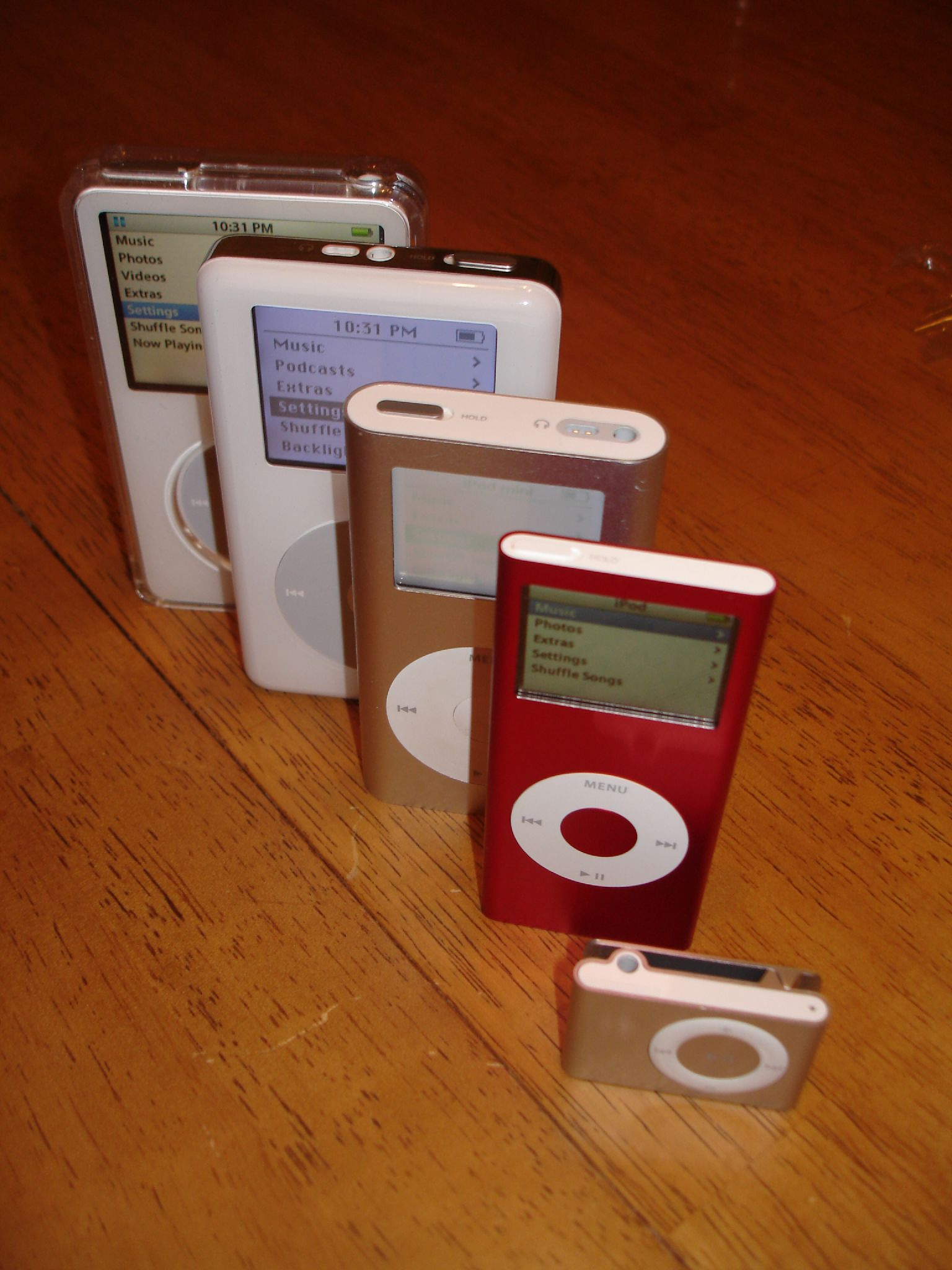
Медіаплеєри Apple iPod

У 1998, доступні на основі флеш-пам'яті або жорсткого диска було створено перші цифрові аудіоплеєри (DAP). Одним з перших DAP для широкого загалу був Rio PMP300 від Diamond Multimedia, а найбільш відомими були Apple iPod та Sony Walkman.
Перевагою DAP з твердотільними носіями пам'яті над жорсткими дисками та компакт-дисками є стійкість до вібрацій, невеликі розміри та вага, а також низьке споживання енергії батареї.
Серед недоліків ранніх медіаплеєрів було використання методів цифрового стиснення (кодеків) зі втратою якості звуку, що дозволяло значно зменшувати розмір файлів аудіозаписів і економити розмір пам'яті флеш-носіїв, завдяки чому найбільш поширеним став формат MP3.
Для вирішення проблеми втрати якості звуку при стисненні було розроблено кодеки стиснення без втрат (Lossless Audio), серед яких FLAC та Ogg Vorbis.
У ролі медіаплеєрів також використовують мобільні телефони, смартфони та смартгодинники.

## Додаткова інформація
- Erlmann, Veit (ed.) Hearing Cultures. Essays on Sound, Listening, and Modernity, New York: Berg Publishers, 2004. Cf. Chapter 9: "Thinking About Sound, Proximity, and Distance in Western Experience: The Case of Odysseus's Walkman" by Michael Bull.